# Route du Sud 2008
Die  32. Route du Sud war ein Straßenradrennen, das vom 19. bis 22. Juni 2008 stattfand. Das Etappenrennen wurde in vier Etappen über eine Distanz von 610,6 Kilometern ausgetragen. Das Rennen war Teil der UCI Europe Tour 2008 und in die Kategorie 2.1 eingeordnet. Sieger der Rundfahrt wurde Daniel Martin.

## Etappen
| Etappe    | Tag      | Start – Ziel                                | km    | Etappensieger      | Führender     |
| --------- | -------- | ------------------------------------------- | ----- | ------------------ | ------------- |
| 1. Etappe | 19. Juni | Lusignan-Petit – Boulogne-sur-Gesse         | 206,0 | Simon Gerrans      | Simon Gerrans |
| 2. Etappe | 20. Juni | Pierrefitte-Nestalas – Cauterets (BZF)      | 16,9  | Noan Lelarge       | Noan Lelarge  |
| 3. Etappe | 21. Juni | Pierrefitte-Nestalas – Luchon-Superbagnères | 180,6 | Przemyslaw Niemiec | Daniel Martin |
| 4. Etappe | 22. Juni | Saint-Gaudens – Castres                     | 207,1 | Jussi Veikkanen    | Daniel Martin |